# Kirtimai

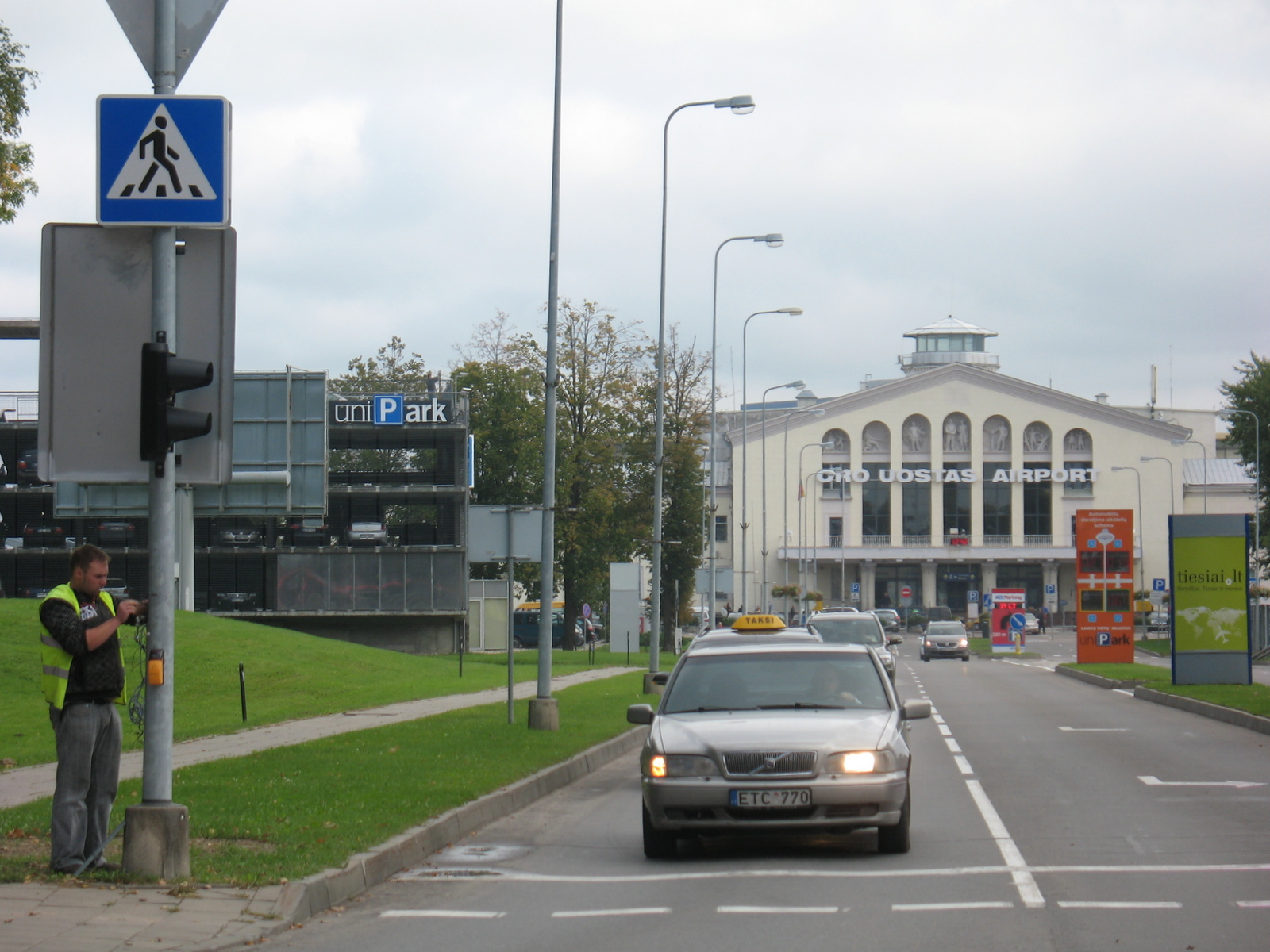
Flughafen Vilnius

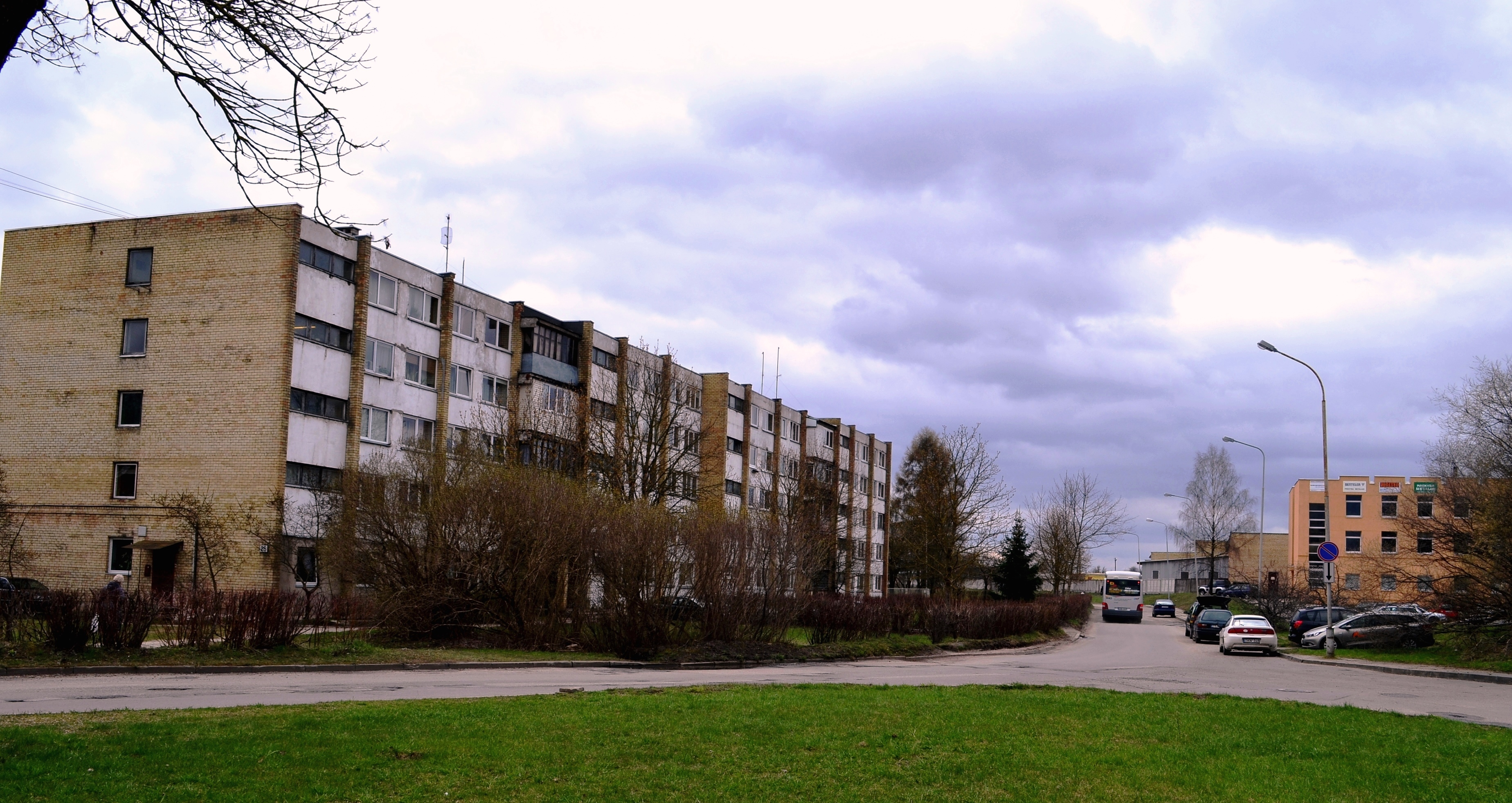
Stadtviertel

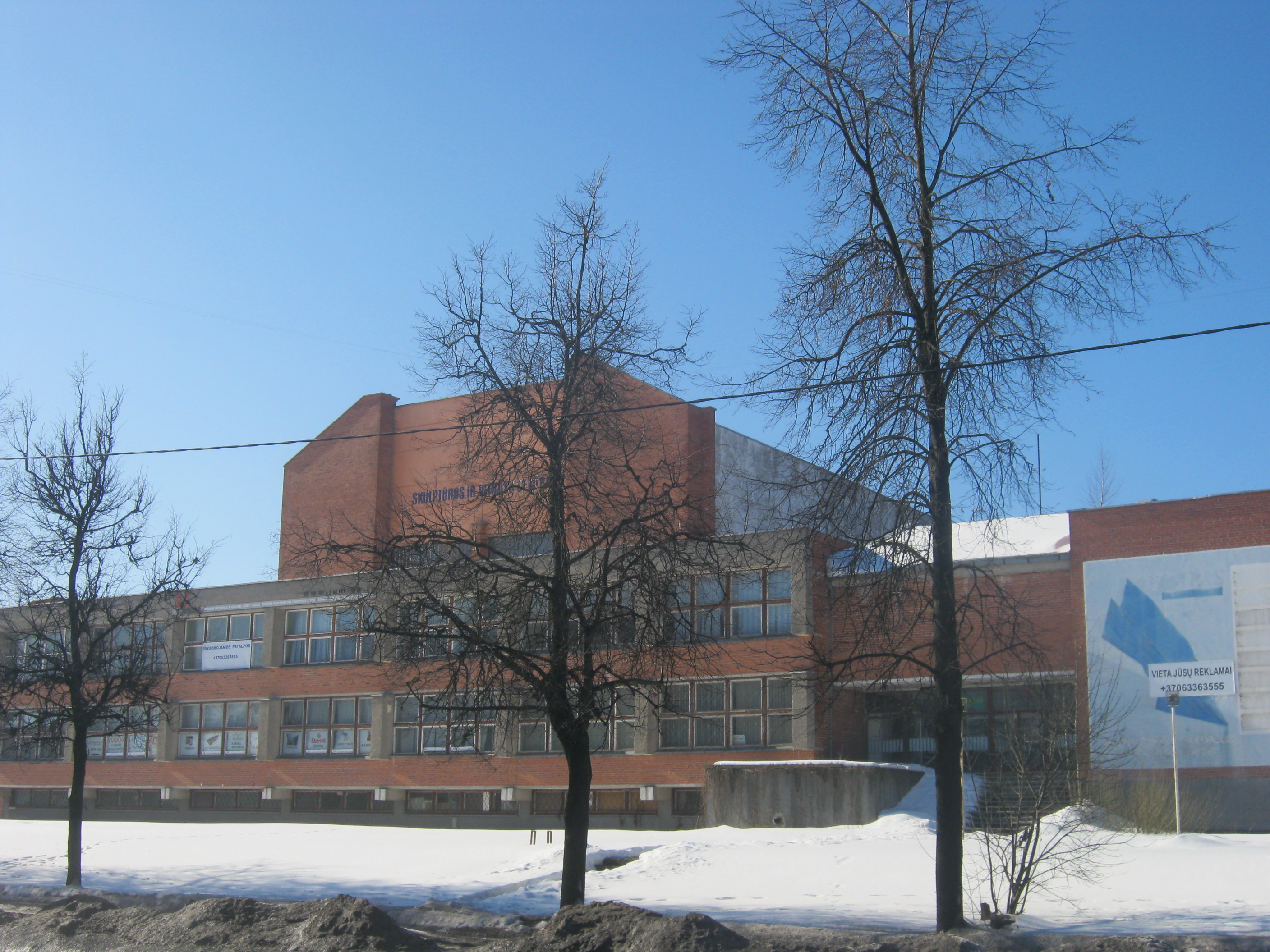
Zentrum

Kirtimai ist ein Stadtteil der litauischen Hauptstadt Vilnius, neben Naujininkai, im Süden des Stadtzentrums. Er gehört zum Amtsbezirk  Naujininkai der Stadtgemeinde Vilnius. Der Stadtteil entstand aus dem Dorf Kirtimai bei Lavoriškės der Rajongemeinde Vilnius.
In Kirtimai  gibt es den Bahnhof Kirtimai, den Flughafen Vilnius, ein Kulturhaus. Hier wohnt eine Roma-Gemeinde (Schatra).